# Кот Баюн
Кот Баю́н (кот баю́н, кот баха́рь) — персонаж славянских волшебных сказок,  обладающий волшебным голосом.
Он заговаривает и усыпляет своими разговорами и пением подошедших путников и тех из них, у кого недостаточно сил противостоять его волшебству и кто не подготовился к бою с ним, кот-колдун убивает железными когтями. Но тот, кто сможет поймать кота, найдёт спасение от всех болезней и недугов, так как сказки Кота Баюна целебны.

## Описание
Слово баюн означает «говорун, рассказчик, краснобай», от глагола баять — «рассказывать, говорить» (ср. также глаголы баюкать, убаюкивать в значении «усыплять»).
Афанасьев описывает кота в своем теоретическом труде, суммировав данные из нескольких сказок (его стремление отождествить его со стихиями сегодня оспаривается):

«Народные русские сказки знают баснословного кота-баюна, которому точно так же придается эпитет морского, как и другим олицетворениям дождевых туч, и которого предания ставят в близкую связь с чудесною мельницею — эмблемою громового грохота. Возле этой мельницы стоит золотой столб, на нём висит золотая клетка, и ходит по столбу кот-баюн: идет вниз — песни поет, подымается вверх — сказки сказывает. То же приписывается и козе-золотые рога, которая „гуляет в заповедных лугах, сама песни поет, сама сказки сказывает“; как Фрея — на кошках, так Тор ездит на козлах. Голос кота-баюна раздается на несколько верст; сила его громадная: своих врагов он поражает насмерть или своими песнями напускает на них неодолимый сон».— А. Н. Афанасьев, «Поэтические воззрения славян на природу».
В сказках говорится о том, что Баюн сидит на высоком, обычно железном столбе. Обитает кот за тридевять земель в тридесятом царстве (синониме потустороннего мира) или в безжизненном мёртвом лесу, где нет ни птиц, ни зверей.
Существует несколько сказок, где главному действующему персонажу дают задание изловить кота; как правило, такие задания давали с целью сгубить доброго молодца. Встреча с этим сказочным чудовищем грозит неминуемой смертью. Чтобы захватить волшебного кота, Иван-царевич надевает железный колпак и железные рукавицы. Поборов и поймав животное, Иван-царевич доставляет его во дворец к своему отцу. Там побеждённый кот начинает служить царю — сказки сказывать и исцелять царя убаюкивающими словами.

… Пришёл Андрей-стрелок в тридесятое царство. За три версты стал его одолевать сон. Надевает Андрей на голову три колпака железных, руку за руку закидывает, ногу за ногу волочит — идёт, а где и катком катится. Кое-как выдержал дремоту и очутился у высокого столба.
Кот Баюн увидел Андрея, заворчал, зауркал да со столба прыг ему на голову — один колпак разбил и другой разбил, взялся было за третий. Тут Андрей-стрелок ухватил кота клещами, сволок наземь и давай оглаживать прутьями. Наперво сёк железным прутом; изломал железный, принялся угощать медным — и этот изломал и принялся бить оловянным.
Оловянный прут гнётся, не ломится, вокруг хребта обвивается. Андрей бьёт, а кот Баюн начал сказки рассказывать: про попов, про дьяков, про поповых дочерей. Андрей его не слушает, знай охаживает прутом.
Невмоготу стало коту, видит, что заговорить нельзя, он и взмолился:

— Покинь меня, добрый человек! Что надо, всё тебе сделаю.

— А пойдёшь со мной?

— Куда хочешь пойду.

Андрей пошёл в обратный путь и кота за собой повёл.
— «Поди туда — не знаю куда, принеси то — не знаю что», русская народная сказка
Основная сказка о коте-баюне - один из нескольких вариантов сказки "Поди туда - не знаю куда...", а именно № 215, в других трех афанасьевских вариантах этой сказки он не встречается. У А. Н. Афанасьева «кот-баюн» пишется со строчной буквы, то есть «баюн» — это просто рассказчик, сказитель. Слово превратилось в имя, по-видимому, после публикации литературной обработки афанасьевского варианта сказки А. Н . Толстым.
Также он мелькает в нескольких текстах афанасьевского сборника. В сказке № 284 герой слышит упоминание о коте, который «сказки сказывает — за три версты слышно». В сказке № 286 чудесные помощники (топор и дубинка) создают для героя «около дворца зеленый сад <…> в том саду есть мельница — сама мелет, сама веет, на сто верст пыль мечет; а возле мельницы золотой столб стоит, на нем золотая клетка висит, и ходит по тому столбу ученый кот; вниз идет — песни поет, вверх поднимается — сказки сказывает». В сказке № 315 герой прибывает ко двору турецкого султана и выполняет поручение царя: «[У]вел из конюшни коня златогривого <…> схватил кота-бахаря, разорвал его надвое, самому султану глаза заплевал».

## Кот Баюн и квазифольклор
Существует точка зрения, что кот Баюн — придуманный, сконструированный в XIX веке персонаж, ставший членом «национального бестиария», активно изобретавшегося советской массовой культурой. В дальнейшем «фольклоризацией» и даже «мифологизацией» своего образа Баюн обязан неоязычеству и современной массовой культуре.
В ранних изданиях русских сказок кот Баюн не встречается, единственное упоминание о нём до сборника Афанасьева находим в «Сказаниях русского народа» И.П. Сахарова (1836–1837; 1841–1849).
По мнению исследователя Кирилла Королёва, образ учёного кота-сказителя (бахаря) мог проникнуть на Русь из преданий о чудесах баснословного «Индийского царства». Черты кота-чудовища, способного своим голосом зачаровать человека насмерть, могли быть также заимствованы из средневековых текстов наподобие «Физиолога» и азбуковников.
Автор считает, что образ кота-чудовища сконструирован А. Н. Афанасьевым как переосмысление фольклорных образов кота баюна из колыбельных и учёного кота-сказителя.
В советский период кот Баюн в коллективном сознании становится полноправным персонажем конструировавшегося с середины 1930-х годов «национального бестиария», встав в ряд с Бабой-ягой, Лешим, Змеем Горынычем и Кощеем. Под влиянием кино Баюн превращается в ближайшего помощника Бабы-яги.

## Кот учёный

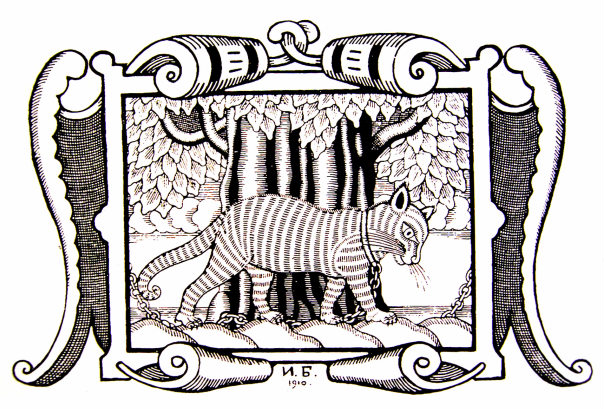
Рисунок Билибина

Его популярной литературной версией является персонаж Пушкина, фигурирующий во вступлении к поэме «Руслан и Людмила» («У Лукоморья дуб зелёный…») 1828 года. Пушкинский кот также восходит к коту-усыпителю («кот-воркот») из колыбельных. В одной из записей его «нянюшкиных сказок» упоминается, что «у моря лукомория стоит дуб, а на том дубу золотые цепи, и по тем цепям ходит кот: вверх идет — сказки сказывает, вниз идет — песни поет».
Коту ученому поставлены одноимённые статуи в Обнинске («Кот учёный»), Калуге («Кот учёный»), Геленджике, Санкт-Петербурге, Оренбурге, Казани и Раменском. В московском Музее изобразительных искусств имени А. С. Пушкина Учёный кот представляет экспозицию старинного быта и рассказывает о детстве поэта.
Он же выведен в романе братьев Стругацких «Понедельник начинается в субботу» под именем Василий и, с целью комического эффекта, по задумке авторов страдает склерозом.
В кинематографе Кот ученый фигурирует в:
- 1950 — «Сказка о рыбаке и рыбке».
- 1982 — «Чародеи»
- 1984 — «А в этой сказке было так»
- 2011 — «Иван царевич и серый волк»

## Кот Баюн в культуре
- Сказка Эдуарда Успенского «Вниз по волшебной реке»
- Мультфильм «Ивашка из Дворца пионеров» (1981, режиссёр Геннадий Сокольский)
- Фильм «Лесная царевна» (2004)
- Мультсериал «Царевны» (с 2011 г., режиссёр Константин Бронзит, Кота озвучил Сергей Мардарь)
- Фильм «По щучьему велению» (2023, режиссёр Александр Войтинский)
- Отменённый мутант в серии компьютерных игр «S.T.A.L.K.E.R.» (восстановлен в многочисленных модах, усыпляет приближающихся сталкеров)
- Компьютерная игра The Tales of Bayun (2023)